# 博帕
博帕（法語：Bopa），是貝寧的城鎮，位於該國西南部，由莫諾省負責管轄，面積365平方公里，海拔高度63米，2013年該城鎮人口96,281，人口密度每平方公里264人。